# Tipula finitima
Tipula finitima är en tvåvingeart som beskrevs av Alexander 1936. Tipula finitima ingår i släktet Tipula och familjen storharkrankar. Inga underarter finns listade i Catalogue of Life.